# Chitry
Chitry là một xã của Pháp,tọa lạc ở tỉnh Yonne trong vùng Bourgogne.
Chitry là một phần của khu vực đô thị Auxerre, là một trong các xã của Cộng đồng các xã Auxerrois

## Thông tin nhân khẩu
| Năm | 1962 | 1968 | 1975 | 1982 | 1990 | 1999 |
| --- | ---- | ---- | ---- | ---- | ---- | ---- |
| Dân số | 243  | 297  | 308  | 372  | 329  | 334  |
| From the year 1962 on: No double counting—residents of multiple communes (e.g. students and military personnel) are counted only once. |      |      |      |      |      |      |